# اریک کنتن
اریک کنتن (فرانسوی: Éric Quintin‎؛ زادهٔ ۲۲ ژانویهٔ ۱۹۶۷) بازیکن هندبال اهل فرانسه بود.